# WBSC Премьер-12
WBSC Премьер-12 (англ. WBSC Premier12) — соревнования мужских национальных бейсбольных сборных команд, проводимые под эгидой Всемирной конфедерации бейсбола и софтбола (WBSC).
Первый турнир прошёл в ноябре 2015 года на Тайване и в Японии. Периодичность проведения установлена раз в четырёхлетие в предолимпийский год. Наряду с Мировой классикой бейсбола Премьер-12 является основным международным турниром мужских бейсбольных национальных сборных.

## Регламент
В соревнованиях принимают участие 12 команд, отбираемых на основе международного рейтинга WBSC бейсбольных сборных. Состоят из группового этапа и плей-офф. На групповом этапе команды разбиты на 2 группы по 6 команд, где играют в один круг. По 4 лучшие выходят в плей-офф и далее по системе с выбыванием определяют призёров.

## Призёры
| Год  | Место проведения                                                  | Золото           | Серебро     | Бронза  |
| 2015 | Япония (Токио, Саппоро) Тайвань (Доулю, Тайчжун, Тайбэй, Таоюань) | Южная Корея      | США         | Япония  |
| 2019 | Япония Тайвань Южная Корея Мексика                                | Япония           | Южная Корея | Мексика |
| 2024 | Япония Тайвань Мексика                                            | Китайский Тайбэй | Япония      | США     |